# Laurent Butty

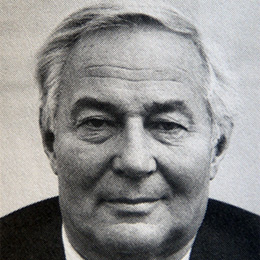
Laurent Butty

Laurent Butty (* 3. Juli 1925 in Freiburg im Üechtland; † 11. Dezember 1990 ebenda) war ein Schweizer Politiker (CVP).

## Biografie
Butty erhielt 1948 das Rechtslizentiat an der Universität Freiburg und 1953 das Anwaltspatent. Ab 1954 war er als Abteilungschef in der Direktion des Innern des Kantons Freiburg tätig und von 1957 bis 1976 als Oberamtmann des Saanebezirks. Butty sass von 1971 bis 1987 für die CVP im Nationalrat und war von 1977 bis 1980 Fraktions- und 1981 Ratspräsident. Von 1982 bis 1988 war er Mitglied der Parlamentarischen Versammlung des Europarates und Leiter der Schweizer Delegation.
Butty war als Europäischer Vermittler zwischen den griechischen und türkischen Gemeinschaften in Zypern tätig, Präsident der schweizerischen Jungkonservativen und -christlichsozialen und der Internationalen Union der Jungen Christdemokraten und Vizepräsident der internationalen katholischen Studenten- und Akademikerorganisation Pax Romana. Er war Präsident verschiedener Verwaltungsräte, so der Cartier, der Aufzüge Otis und der Régie de Fribourg.